# Franco Pratesi
Franco Pratesi (* 1940 in Florenz) ist ein pensionierter Professor für Materialwissenschaft und Spieleforscher aus Florenz, Italien. Er hat zur Geschichte von Schach, Dame, Go und Kartenspielen (einschließlich Tarot und Germini-Minchiate) beigetragen. Pratesi verbrachte Jahre damit, die Archive in Florenz und anderen Städten zu studieren, um die frühesten Hinweise auf Spielkarten aufzudecken. Er ist Ehrenmitglied der International Playing-Card Society und hat ausführlich in The Playing-Card geschrieben.

## Berufliche Laufbahn
Franco Pratesi wurde 1940 in Florenz geboren und graduierte 1964 in Physikalischer Chemie. Als Professore associato an der Universität Florenz war Pratesi jahrzehntelang in Forschung und Lehre der Materialwissenschaften involviert. Nach frühen Studien zur Molekülspektroskopie forschte er weiter zur Struktur und Reaktivität der Oberflächen von metallischen Monokristallen und dann zur Hochtemperaturfestigkeit von Superlegierungen.

## Professionelle Arbeiten (Auswahl)
- F. Pratesi, R. Freymann. Spectres IR de vibration v(CH) de complexes pyridine-halogenures metalliques. Comptes Rendus Acad. Science Paris, B 266, 1968, 327–329.
- G. Rovida, F. Pratesi. Chemisorption of Oxygen on the Silver (110) Surface. Surface Science, 52,1975, 542–555.
- F. Pratesi, G. Rovida. Competitive Accumulation of Sulfur and Graphite on the Cobalt Surface. Applied Surface Science, 10, 1982, 264–272.
- F. Pratesi, G. Zonfrillo, A. Del Puglia. Fatigue maps and multistage life prediction methods. Nuclear Engineering and Design, 133, Amsterdam 1992, pp. 325–333.
- A. Del Puglia, F. Pratesi, G. Zonfrillo. Bithermal Fatigue Testing – Experimental and Prediction Problems. In: “Fatigue under Thermal and Mechanical Loading: Mechanisms, Mechanics and Modelling”, J. Bressers et al. eds., Dordrecht 1996, pp. 47–53

## Forschungen zur Geschichte des Spiels
Pratesi hat auf naibi.net seine gesammelten Artikel zur Geschichte der Spiele, die in Zeitschriften veröffentlicht wurden (etwa 350 insgesamt), zusammen mit seinen im Internet veröffentlichten Beiträgen online gestellt. Derzeit befindet sich diese Sammlung auf dem Webspace von John McLeod.

### Schach
Sein Studium der Spielgeschichte wurde in den 1980er Jahren durch den Schachhistoriker Adriano Chicco angeregt, der Pratesi davon überzeugte, dass unbekannte Dokumente unter den vielen alten Büchern und Manuskripten entdeckt werden könnten, die in Florentiner Bibliotheken aufbewahrt werden. Dies führte bald zur Entdeckung von zwei unbekannten Schachmanuskripten. Die Forschung wurde in den Hauptbibliotheken anderer Städte fortgesetzt, insbesondere mit der Entdeckung einer wichtigen Schachhandschrift in Cesena. Pratesi führte eine nützliche Korrespondenz mit ausländischen Historikern. Als Ergebnis seiner Forschungen zur Schachgeschichte hat Pratesi mehrere Bücher und mehr als 150 Artikel in Schachzeitschriften veröffentlicht.

### Dame
Pratesi veröffentlichte einige Artikel zur Geschichte dieses Spiels und beteiligte sich an der Diskussion unter den Spezialisten des Themas, insbesondere über die frühe Verbreitung des Spiels.

### Go
Pratesi hat etwa zehn Jahre der Geschichte der Verbreitung dieses alten Spiels in der westlichen Welt gewidmet, das erst im 20. Jahrhundert an Bedeutung gewann. Pratesi fand die meiste relevante Literatur in der Sammlung von Theo van Ees in Leiden und mit seiner Zusammenarbeit wurden Bücher über Go-Geschichte und Bibliographie in Europa veröffentlicht. Pratesi hat auch ungefähr fünfzig Artikel über die Geschichte von Go veröffentlicht.

### Kartenspiel
In den 1970er und 1980er Jahren veröffentlichten Sylvia Mann und Michael Dummett wegweisende Werke in England und gründeten mit Detlef Hoffmann und anderen die International Playing-Card Society; ein weiterer Beitrag kam mit Thierry Depaulis aus Paris. Sie alle interessierten sich für die frühe Geschichte des Kartenspiels, aber der wichtige Beitrag von Florenz blieb unbekannt. Mit ihrer Ermutigung weitete Pratesi die Forschung von Bibliotheken auf Archive mit alten Dokumenten aus. In Florenz sind viele alte Dokumente und Urkunden der lokalen Verwaltungen aufbewahrt worden, und außerdem sind dort (und in einigen anderen Städten der Toskana, wie Arezzo und Prato) Rechnungsbücher von Kaufleuten aus dem 15. Jahrhundert mit überraschender Detailtreue erhalten geblieben. Eine lange Suche hat Florenz schließlich ihren gebührenden Platz in den frühen Stadien des Kartenspiels in Europa zugewiesen, einschließlich ihres Beitrags zu den frühesten Tarotkarten und -spielen. Einige Untersuchungen mit neuen Ergebnissen wurden auch in anderen Städten durchgeführt. Pratesi ist bekannt für seine Entdeckung eines Blattes Papier in Bologna, das darauf hindeutet, dass die Wahrsagerei des Tarot dort um 1750 praktiziert wurde und sich möglicherweise unabhängig von seiner Erfindung in Frankreich entwickelt hat. Ergebnisse dieser Studien wurden als Artikel in Fachzeitschriften und neuerdings auch im Web veröffentlicht – insbesondere auf trionfi.com (2011/12 und 2012/13) und naibi.net – und in einigen Büchern. In den letzten Jahren veröffentlichte Franco Pratesi hauptsächlich in italienischer Sprache. 33 Essays wurden von Michael S. Howard ins Englische übersetzt. Pratesis Artikel sind oft das diskutierte Thema in Tarot-Geschichtsforen.

## Ausgewählte Werke zur Geschichte des Spiels
- Un manoscritto spagnolo del periodo iniziale degli scacchi, Scacchi e Scienze Applicate, 4 (1986) 30–34.
- The Earliest Tarot Pack Known. The Playing-Card, 18 (1989) 28-38. (Naibi.net)
- Il manoscritto scacchistico di Cesena, Scacchi e Scienze Applicate, 15 Sup. 2 (1996) 1–18.
- Franco Pratesi, Alessandro Castelli, Go variants. Macerata 2000.
- Franco Pratesi, Theo van Ees, Periodigo: go periodical literature in the western world. Florence 2001.
- Theo C. van Ees, Franco Pratesi, Bibliogo: go books in the western world. Leiden 2004.
- Itago: panoramica storica del go italiano, Roma 2005.
- Comments on the Early History of Draughts. Ludica, 11 (2005) 7–18.
- Eurogo Vol. I: Part 1: Go in Europe until 1920 / with the assistance of Theo van Ees; Part. 2: Go in  Europe 1920–1950 / with the assistance of Klaus Heine and Theo van Ees, 2. ed. Roma 2005.
- Eurogo: Vol. II: Part 3: Go in Europe until 1949–1958; Part. 4: Go in Europe 1959–1968. Roma 2005.
- Eurogo Vol. III: Part 5: Go in Europe 1968–1978; Part. 6: Go in Europe 1979–1988. Roma 2006.
- Antichi documenti sugli scacchi a Firenze. Brescia 2006.
- Scacchi visti da lontano. Brescia 2006.
- Chess Theory. Its Structure and Evolution. In: H. Holländer U. Schädler (Hrsg.), Scacchia Ludus.  Band I. Aix-la-Chapelle 2008. pp. 479–501.
- Scacchi a giro per l'Italia. Brescia 2008.
- Playing-Card Trade in the 15th-Century Florence. North Walsham 2012.
- Giochi di carte nel Granducato di Toscana. Ariccia 2015.
- Giochi di carte nella repubblica fiorentina. Ariccia 2016.
- Scacchi dai manoscritti a internet. Brescia 2017.
- Scacchi da Venafro al futuro. Tricase (LE) 2017.
- Playing-Card Production in Florence. Tricase (LE) 2018.
- Rebus visti da lontano. Tricase (LE) [2018] privately printed.
- Observations on Chess Set Design. Tricase (LE) [2018] privately printed.
- Exports of Florentine Minchiate, 1729–1762. Ludica, 24 (2018) 20–38.